# Tour della nazionale maschile di rugby a 15 delle Samoa Occidentali 1981
Il Tour della nazionale di rugby a 15 delle Samoa Occidentali 1981 è stata una gara di rugby a 15 tenutasi nelle Isole Figi nel 1981.

## Storia
Nel 1981, la nazionale delle Isole Samoa di "rugby a 15" si reca in tour alle Isole Figi.
Subisce una doppia sconfitta nei test match con la nazionale figiana.
| Suva 13 giugno 1981 | Rewa | 8 – 21 | Samoa XV |  |

| Lautoka 16 giugno 1981 | Northern Unions | 6 – 22 | Samoa XV |  |

| Lautoka 20 giugno 1981 | Nadroga | 6 – 3 | Samoa XV |  |

| Nadi 23 giugno 1981 | Nadi | 11 – 14 | Samoa XV |  |

| Lautoka 27 giugno 1981 | Figi | 15 – 7 | Samoa |  |

| Suva 30 giugno 1981 | Minor Unions | 14 – 0 | Samoa XV |  |

| Suva 4 luglio 1981 | Figi | 18 – 12 | Samoa |  |

| Suva 8 luglio 1981 | Suva | 12 – 7 | Samoa XV |  |